# Otto Brinkmann

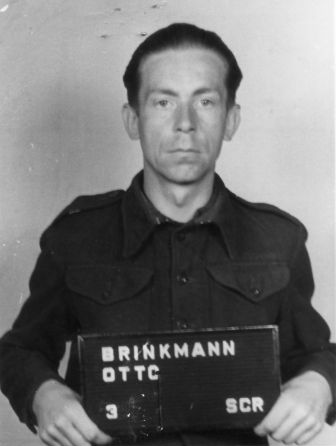
Otto Brinkmann im Juni 1947

Otto Georg Werner Brinkmann (* 5. Juli 1910 in Osnabrück; † 5. Februar 1985 in Enger) war ein deutscher SS-Hauptscharführer und als Rapportführer im KZ Neuengamme, KZ Buchenwald und dem Arbeitslager Dora eingesetzt.

## Leben
Brinkmann war von Beruf Buchbinder. Zum 1. August 1932 trat er der NSDAP (Mitgliedsnummer 1.261.207) und im selben Jahr der SS bei. Brinkmann verrichtete seit 1934 in mehreren Konzentrationslagern Lagern Dienst bei der jeweiligen Lager-SS. Ab 1939 war er nacheinander Rapportführer im KZ Buchenwald (1939–1941), dem KZ Neuengamme (1941–1944) und von Januar 1944 bis Oktober 1944 in dem Arbeitslager Dora.
Von Oktober 1944 bis zum April 1945 war Brinkmann Schutzhaftlagerführer im Außenlager Ellrich-Juliushütte des KZ Mittelbau. Brinkmann, der die politischen Funktionshäftlinge gegen kriminelle Funktionshäftlinge austauschte, galt bei den Häftlingen als „Schrecken vom Lager“. Auf Anordnung von Brinkmann wurde im Außenlager Ellrich-Juliushütte ein Lagerbunker errichtet, zudem wurden Häftlinge unter seiner Verantwortung schwer bestraft und misshandelt. Brinkmann selbst ließ einen Häftling, der vor Hunger aus der Leiche eines verstorbenen Mithäftlings Fleisch herausgeschnitten und verzehrt hatte, vor mehreren Zeugen die Hoden eines toten Häftlings essen. Dazu reichte er Salz und Pfeffer und ließ den „Kannibalen“ anschließend von Häftlingen zu Tode prügeln. Brinkmann war zudem von Januar 1945 bis April 1945 an Vernehmungen von Häftlingen im Lagergefängnis des KZ Mittelbau beteiligt und dabei dem Gestapo-Angehörigen Ernst Sander unterstellt. Im Zuge der Räumung der Mittelbauer Lager begleitete er im April 1945 einen Evakuierungstransport in das KZ Ravensbrück.
Nach Kriegsende wurde Brinkmann im Dachauer Dora-Prozess, der im Rahmen der Dachauer Prozesse vom 7. August 1947 bis zum 30. Dezember 1947 stattfand, mit 18 weiteren Beschuldigten angeklagt und zu lebenslanger Haft verurteilt. Am 9. Mai 1958 wurden die letzten vier Häftlinge aus dem Kriegsverbrechergefängnis Landsberg entlassen, darunter drei Verurteilte aus dem Einsatzgruppen-Prozess und Brinkmann. Über den weiteren Lebensweg Brinkmanns ist nichts bekannt.